# レザ・ヤズダニ
レザ・ヤズダニ (ペルシア語: رضا یزدانی, ラテン表記:Reza Yazdani, 1984年8月25日 - ) は、イランのレスリング選手。マーザンダラーン州ジューイバール出身。

## 実績
- 世界選手権
  - 優勝　2011年
  - 3位　2006年
  - 3位　2007年
- アジア競技大会
  - 優勝　2006年
  - 優勝　2010年
- アジア選手権
  - 優勝　2010年